# Количественный анализ (химия)
Количественный анализ — определение содержания (массы, концентрации) или количественных соотношений компонентов в анализируемом образце. Определяемыми компонентами могут быть атомы, молекулы, изотопы, функциональные группы, фазы и т. п.
Количественный анализ бывает:
- гравиметрический (весовой)
- титриметрический (объемный)

Гравиметрический метод анализа основан на определении вещества после взаимодействия с раствором вещества в ходе химической реакции. Объемный метод анализа основан на законе эквивалентов.

## Цели количественного анализа
Количественный анализ позволяет установить элементный и молекулярный состав исследуемого объекта или содержание отдельных его компонентов.
В зависимости от объекта исследования различают неорганический и органический анализ. В свою очередь их разделяют на элементный анализ, задача которого — установить, в каком количестве содержатся элементы (ионы) в анализируемом объекте, на молекулярный и функциональный анализы, дающие ответ о количественном содержании радикалов, соединений, а также функциональных групп атомов в анализируемом объекте.

## Методы количественного анализа
Обычно количественный анализ основан на использовании зависимости доступных измерению физических свойств изучаемого объекта или продукта его преобразования от состава.
Классическими методами количественного анализа являются гравиметрический (весовой) анализ и титриметрический (объемный) анализ.
Полную классификацию методов количественного анализа см. в статье Аналитическая химия.

## Инструментальные методы анализа
Классификацию инструментальных методов анализа см. в статье Инструментальные методы анализа

### Фотометрия и спектрофотометрия
Метод основан на использовании основного закона светопоглощения. A=ELC. Где A-поглощение света, E-молярный коэффициент светопоглощения, L-длина поглощающего слоя в сантиметрах, C-концентрация раствора.
Существуют несколько методов фотометрии:
1. атомно-абсорбционная спектроскопия,
2. атомно-эмиссионная спектроскопия,
3. молекулярная спектроскопия.

## Атомно-абсорбционная спектроскопия
Чтобы провести анализ с помощью этого метода, необходим спектрометр. Суть анализа состоит в том, чтобы просветить монохромным светом атомизированную пробу, затем разложить свет, прошедший через пробу любым световым диспергатором и детектором зафиксировать поглощение.
Для атомизации пробы применяются атомизаторы. (пламя, высоковольтная искра, индуктивно-связанная плазма). У каждого из атомизатров есть свои плюсы и минусы.
Для разложения света используют диспергаторы (дифракционная решетка, призма, светофильтр).

## Атомно-эмиссионная спектроскопия
Этот метод немного отличается от атомно-абсорбционного метода. Если в нем источником света был отдельный источник, то в атомно-эмиссионном методе источником излучения служит сама проба. В остальном все похоже.